# Битва при Аземмурі (1513)
Битва при Аземмурі — битва між арміями Португальської імперії та марокканської династії Ваттасидів, що відбулась біля міста Аземмур в Марокко в період з 29 серпня по 2 вересня 1513 року. Була викликана відмовою міста виконувати свої васальні зобов'язання і виплачувати португальському королю узгоджену данину. В результаті поразки в битві в околицях міста, Аземмур без спротиву був окупований португальською армією, яка укріпила місто і залишила в ньому свій гарнізон.

## Передумови
В 1486 році марокканське портове місто Аземмур, що мало значний рівень автономії перебуваючи під владою ваттасидського султана Феса, визнало над собою суверінітет короля Португалії Жуана II і почало сплачувати португальцям данину. На початку XVI ст. у губернатора міста Мулая Заяма виникли розбіжності з португальцями, в результаті яких він відмовився виплачувати данину черговому португальському королю Мануелу I і почав готувати армію для самооборони міста.

## Битва
У відповідь король Мануел I 15 серпня 1513 року відправив в Африку флот з 500 кораблів і армію з 2000 кавалеристів і 13000 піхоти на чолі зі своїм племінником Жайме, герцогом Браганським.
29 серпня експедиційний корпус висадився в Мазагані (Ель-Джадіда) і пішов маршем на Аземмур. Після декількох днів боїв під містом, португальці розбили спротив марокканської армії, після чого 2 вересня мешканці Аземмура без опору відкрили ворота міста перед португальцями. Аземмур був додатково укріплений і в ньому залишили португальський гарнізон для боротьби проти постійних нападів Ваттасідів.

## Цікаві деталі
В битві при Аземмурі в складі португальської армії брав участь Фернан Магеллан, який отримав під час бою важке поранення коліна, яке надалі вже ніколи повністю не відновилось. Після виникнення конфлікту з приводу розподілу захопленої здобичі, він без дозволу залишив розташування португальської армії, внаслідок чого потрапив у немилість при португальському королівському дворі. Це змусило його перейти на службу в Іспанію, під прапором якої він через 6 років після битви при Аземмурі очолив перше навколосвітнє плавання.